# Jessie Daams
Jessie Daams (Neerpelt, 25 de maio de 1990), é uma ciclista profissional belga. Estreiou como profissional em 2009 depois de destacar em provas profissionais de pista em 2008. A sua melhor temporada como profissional na disciplina de estrada foi em 2012 onde terminou 3.ª no Campeonato da Bélgica em Estrada e ganhou uma etapa no Tour de Thüringe Feminino (sua primeira e única vitória profissional nessa disciplina).
Seu pai, Hans Dams, também foi ciclista profissional que chegou a participar em a prova em estrada dos Jogos Olímpicos de Los Angeles 1984.

## Palmarés
- 2009
  - 2.ª no Campeonato da Bélgica Velocidade 
  - 3.ª no Campeonato da Bélgica Pontuação
- Campeonato da Bélgica Scratch  
  - 2.ª no Campeonato da Bélgica Perseguição 
  - 3.ª no Campeonato da Bélgica Omnium
- Campeonato da Bélgica Perseguição por Equipas (fazendo equipa com Jolien D'Hoore e Kelly Druyts)

- 2010
- Campeonato da Bélgica Pontuação  
  - 2.ª no Campeonato da Bélgica Perseguição 
  - 3.ª no Campeonato da Bélgica Omnium
- Campeonato da Bélgica Perseguição por Equipas (fazendo equipa com Jolien D'Hoore e Kelly Druyts)

- 2011
  - 2.ª no Campeonato da Bélgica Omnium 
  - 2.ª no Campeonato da Bélgica Perseguição

- 2012
  - 3.ª no Campeonato de Bélgica em Estrada 
  - 1 etapa do Tour de Thüringe Feminino

## Resultados em Grandes Voltas e Campeonatos do Mundo
Durante sua corrida desportiva tem conseguido os seguintes postos nas Grandes Voltas femininas e nos Campeonatos do Mundo em estrada:
| Corrida            | 2009 | 2010 | 2011 | 2012 | 2013 | 2014 | 2015 | 2016 | 2017 |
| ------------------ | ---- | ---- | ---- | ---- | ---- | ---- | ---- | ---- | ---- |
| Giro d'Italia      | -    | -    | 27.ª | 52.ª | 20.ª | 18.ª | 65.ª | -    | -    |
| Tour de l'Aude     | -    | -    | X    | X    | X    | X    | X    | X    | X    |
| Grande Boucle      | -    | X    | X    | X    | X    | X    | X    | X    | X    |
| Mundial em Estrada | Ab.  | -    | -    | 17.ª | Ab.  | Ab.  | Ab.  | -    | -    |

-: não participa

Ab.: abandono

X: edições não celebradas

## Equipas
- Topsport Vlaanderen (2009-2010)
  - Topsport Vlaanderen Thompson Ladies Team (2008-2009)
  - Topsport Vlaanderen-Thompson (2010)
- Garmin-Cervélo (2011)
- AA Drink-leontien.nl Cycling Team (2012)
- Boels-Dolmans Cycling Team (2013-2014)
- Lotto Soudal Ladies (2015-2017)